# 鲤鱼江镇
鲤鱼江镇原属湖南省资兴市所辖镇，2012年4月撤销，鲤鱼江镇与东江镇成建制合并设立东江街道。以原鲤鱼江镇、东江镇的行政区域为新设东江街道的管辖范围。撤销前的鲤鱼江镇下辖大兴西路社区、大兴东路社区、凤凰路社区、永丰路社区、栗脚村、上灶坪村共计4行政村和2社区。

## 历史沿革
鲤鱼江镇1949年属城厢区，1956年设鲤鱼江镇，1958年与文昌乡合并为燎原公社，1959年属东江市，1962年复设鲤鱼江镇。1996年，面积4平方公里，户籍人口2.2万人，辖大兴东路、大兴西路、鲤鱼江电厂、地区冶炼厂、资局购件厂、东江木材厂、东江冶金化工厂、鲤鱼江炉渣砖厂、市氮肥厂、市棉织厂、市运输公司、市建筑公司、市电化厂、市中医院等15个社区和栗脚行政村。2004年，辖大兴西路、大兴东路2个社区和栗脚村。2008年11月，高码乡上灶坪村划入鲤鱼江镇。2012年4月撤销前行政区划代码431081101；下辖大兴西路、大兴东路、凤凰路和永丰路4社区，栗脚和上灶坪2行政村。